# Мірні лінійні прилади

Мі́рні ліні́йні при́лади (рос. мерные линейные приборы, англ. measuring linear devices, нім. Linearmessgeräte n pl) — прилади, призначені для вимірювання довжини ліній на місцевості або в гірничих виробках способом їх послідовного відкладання вздовж вимірюваної лінії. В маркшейдерських, топографічних, геодезичних роботах застосовуються такі мірні лінійні прилади:
- сталеві стрічки довжиною 20 і 24 м і поділками через 10 см з комплектом шпильок (забезпечується можливість вимірювання довжини з точністю 1:1 000 — 1:2 000);
- сталеві рулетки довжиною 20, 30, 50 м і поділками через 10 або 1 мм з динамометрами для постійного натягу при вимірюванні (точність вимірювання 1:3 000 — 1:5 000);
- тасьмові рулетки довжиною 10 м з поділками через 1 см (точність вимірювання 1:100 — 1:200);
- мірні жезли, шкальні стрічки, підвісні сталеві та інварні дроти зі шкалами з точністю відліку 0,1 мм (точність спеціальних високоточних вимірювань за особливою методикою 1:10 000 — 1:100 000).

При обробці результатів вимірювань для одержання вказаної точності вводять поправки за нахил лінії, температуру вимірювання, провисання приладу та його компарування й ін.